# Baksjötjärnen (Bodsjö socken, Jämtland)
Baksjötjärnen är en sjö i Bräcke kommun i Jämtland och ingår i Ljungans huvudavrinningsområde.